# Cantó de Villard-de-Lans
El cantó de Villard-de-Lans és un cantó del departament francès de la Isèra, a la regió d'Alvèrnia-Roine-Alps. Està enquadrat al districte de Grenoble, té 7 municipis i el cap cantonal és Villard-de-Lans.

## Municipis
- Autrans
- Corrençon-en-Vercors
- Engins
- Lans-en-Vercors
- Méaudre
- Saint-Nizier-du-Moucherotte
- Villard-de-Lans

## Història
| Data d'elecció                           | Identitat        | Partit                    | Qualitat |
| ---------------------------------------- | ---------------- | ------------------------- | -------- |
| 1949-1955                                | René Mure-Ravaud | MRP                       |          |
| 1955-1967                                | M. Terrel        | Divers droite             |          |
| 1967-1973                                | M. Mestrallet    | CD, després Divers droite |          |
| 1973-1979                                | Albert Orcel     | Divers gauche, després PS |          |
| 1979-2004                                | Jean Faure       | UDF-CDS                   |          |
| 2004-                                    | Pierre Buisson   | Divers gauche             |          |
| les dades anteriors no són pas conegudes |                  |                           |          |
|                                          |                  |                           |          |

## Demografia
| 1962  | 1968  | 1975  | 1982  | 1990  | 1999  | 2007   |
| ----- | ----- | ----- | ----- | ----- | ----- | ------ |
| 5.424 | 5.957 | 6.656 | 7.390 | 8.234 | 9.951 | 11.151 |